# Урош Петровић (каменорезац)
Урош Петровић (?−?) мање је познат каменорезац сеоских народних споменика из драгачевског села Губеревци, активан крајем 19. века.

## Живот и дело
О животу овог мајстора мало се зна. Каменорезачком занату вероватно се обучавао код знаменитог Млађена Раковића из Горачића.
У стубове од пешчара урезивао епитафе, крстове, религиозне симболе и свакодневне предмете који су ближе описивали личност и статус покојника.